# Italian Instabile Orchestra
L'Italian Instabile Orchestra è una big band jazz italiana fondata dal trombettista Pino Minafra con Riccardo Bergerone e Vittorino Curci nel 1990. L'IIO nasce nell'ambito dell'Europa Jazz Festival di Noci. 
L'orchestra ha vinto per quattro volte il referendum della rivista Musica Jazz come migliore formazione (1992, 1994, 1995 e 1997). Il 4 dicembre 2009 ha partecipato alla trasmissione radiofonica Rai Radio 3 Suite.

## I Musicisti
Attualmente compongono l'Italian Instabile Orchestra:
- Carlo Actis Dato - sax tenore e baritono, clarinetto basso
- Daniele Cavallanti - sax tenore e baritono
- Eugenio Colombo - sax alto e soprano, flauto
- Paolo Damiani - violoncello, contrabbasso
- Giovanni Maier - contrabbasso
- Alberto Mandarini - tromba
- Martin Mayes - corno francese
- Guido Mazzon - tromba
- Vincenzo Mazzone - percussioni, timpani
- Pino Minafra - tromba, flicorno, megafono
- Umberto Petrin - pianoforte
- Lauro Rossi - trombone
- Giancarlo Schiaffini - trombone, tuba
- Tiziano Tononi - batteria, percussioni
- Sebi Tramontana - trombone
- Gianluigi Trovesi - sax alto, clarinetto alto e basso
- Emanuele Parrini - violino
- Luca Calabrese - tromba

Nel corso di questi anni altri musicisti hanno fatto parte dell'orchestra:
- Giorgio Gaslini - pianoforte (dal 1991 al 1996)
- Bruno Tommaso - contrabbasso (fino al 1998)
- Mario Schiano - sax soprano e alto, voce (fino al 2003)
- Renato Geremia - sax soprano e alto, flauto, violino (fino al 2003)
- Tito Mangialajo Rantzer - contrabbasso (in un tour in Germania, Olanda e Svizzera nel febbraio 2003)

## Discografia
- 1992 - Live in Noci and Rive de Gier
- 1995 - Skies of Europe
- 1997 - European Concerts '94 / '97
- 1998 - AA.VV. compilation
- 1998 - Italian Instabile Festival
- 2000 - Litania Sibilante
- 2002 - Forecast
- 2003 - The Owner Of The River Bank (con Cecil Taylor)
- 2007 - London Hymns
- 2008 - Creative Orchestra. Bolzano 2007 (con Anthony Braxton)
- 2010 - Totally Gone